# Piper Perabo
Piper Lisa Perabo (Toms River (New Jersey), 31 oktober 1976) is een Amerikaans actrice.
Piper is de dochter van George William Perabo, professor in dichtkunst aan de Ocean County College en Mary Charlotte Ulland, een fysiotherapeut. Ze heeft twee broers: Noah (geboren: mei 1979) en Adam (geboren: augustus 1981). Ze studeerde cum laude af met theater in 1994 aan de Ohio University en verhuisde daarna naar New York. Ze begon in 1997 te acteren in films. Haar grote rol was al in 1999, toen speelde ze in de film Whiteboyz. Haar doorbraak was in 2000, toen ze in de film Coyote Ugly speelde.

## Filmografie
- 2018: Angel Has Fallen
- 2017: Black Butterfly
- 2012: Looper
- 2010: Ashes
- 2009: Carriers
- 2008: Beverly Hills Chihuahua
- 2008: The Lazarus Project
- 2007: Because I Said So
- 2007: In Vivid Detail
- 2006: The Prestige
- 2006: First Snow
- 2006: 10th & Wolf
- 2005: Cheaper by the Dozen 2
- 2005: Good Morning Baby
- 2005:  Edison
- 2005: Imagine Me & You
- 2005: The Cave
- 2005: Perception
- 2004: George and the Dragon
- 2004: Perfect Opposites
- 2003: Cheaper by the Dozen
- 2003: The I Inside
- 2002: Flowers
- 2002: Slap Her... She's French
- 2001: Lost and Delirious
- 2000: Followers
- 2000: Coyote Ugly
- 2000: The Adventures of Rocky & Bullwinkle
- 1999: White Boyz

## Televisie
- 2019: Turn up Charlie
- 2013: Go on
- 2010-2014: Covert Affairs
- 2009: Law & Order: Criminal Intent (1 aflevering)
- 2007: House (1 aflevering)